# Моїсєєв Семен Самойлович
Семен Самойлович Моїсєєв (1929—2002) — російський фізик, фахівець у галузі нелінійних і турбулентних процесів, лауреат Державної премії СРСР (1987).

## Життєпис
Народився 23 листопада 1929 року у Полтаві в родині лікаря.
Після закінчення Харківського державного університету (1952, з відзнакою) викладав у Слов'янську та Полтаві.
У 1960  поїхав до Новосибірську і вступив до Інституту ядерної фізики АН СРСР, працював в лабораторії академіка Роальда Сагдеєва.
У 1968 перевівся до Харкова у Фізико-технічний інститут (ХФТІ) в лабораторію академіка Я. Б. Файнберга. В процесі досліджень виявив нелокальне перенесення електромагнітних полів резонансними частками в неоднорідній плазмі, що призводить до ефекту кінетичного просвітлення хвильових бар'єрів.
За сумісництвом з 21.09.1976 до 07.1979 професор кафедри фізики плазми Харківського університету.
За цикл робіт «Просвітлення хвильових бар'єрів у плазмі» в 1979 році у складі колективу удостоєний Державної премії Української РСР в галузі науки і техніки.
З 1980 на запрошення академіка Роальда Сагдеєва працював завідувачем відділу в Інституті космічних досліджень АН СРСР (Москва). Продовжив дослідження механізмів генерації електромагнітного випромінювання в плазмі, пов'язаних з плазмовими резонансами. Їх підсумки узагальнені в монографії «Нерівноважні і резонансні процеси в плазмовій радіофізиці», написаній у співавторстві з А. А. Рухадзе, А. Б. Шварцбургом, М. Ст. Кузелевым та Н. С. Ерохиным.
Лауреат Державної премії СРСР (1987) — за цикл робіт «Основи нелінійної динаміки високочастотних хвильових процесів в повністю іонізованій плазмі» (1958—1985). Заслужений діяч науки РФ (2001).